# Риу-Алб (Хунедоара)
Риу-Алб (рум. Râu Alb) — село у повіті Хунедоара в Румунії. Входить до складу комуни Селашу-де-Сус.
Село розташоване на відстані 271 км на північний захід від Бухареста, 40 км на південь від Деви, 147 км на південь від Клуж-Напоки, 140 км на схід від Тімішоари, 147 км на північний захід від Крайови.

## Населення
За даними перепису населення 2002 року у селі проживали 218 осіб, з них 212 осіб (97,2%) румунів.
Рідною мовою назвали:
| Мова      | Кількість осіб | Відсоток |
| --------- | -------------- | -------- |
| румунська | 213            | 97,7%    |
| угорська  | 5              | 2,3%     |